# جون ليكي
كان أميرال الأسطول السير جون ليكي (4 يوليو 1656 - 21 أغسطس 1720) ضابطًا وسياسيًا في البحرية الملكية.
في بداياته كضابط صغير دخل في معركة تيكسل خلال الحرب الأنجلو هولندية الثالثة.
ثم ميز نفسه عندما قاد القافلة التي كسرت الحواجز في حصن كولمور وبالتالي رفع حصار ديري خلال حرب ويلياميت في أيرلندا.
و دخل في بعض المعارك العنيفة (حيث قتل 70 من رجاله) في معركة بارفلور وشارك أيضًا في هجوم ناجح على السفن الفرنسية في معركة لا هوج خلال حرب التسع سنوات.
أصبح القائد العام في نيوفاوندلاند، وبعد ذلك، كضابط علم، وعمل كقائد ثانٍ للأدميرال جورج رووك في جبل طارق وقاد الطليعة في معركة مالقة خلال حرب الخلافة الإسبانية.
عاد لاحقًا إلى جبل طارق بالقوات المشتركة الإنجليزية والهولندية والبرتغالية من 35 سفينة وهزم بارون دي بوينت في معركة كابريتا بوينت.
خدم ليكي أيضًا تحت امرة السير كلودسلي شوفيل وايرل بيتربوروغ في حصار برشلونة وكان حاضراً في استسلام المدينة من قبل القوات الفرنسية والإسبانية.
وقع حصار آخر عندما قام جيش فرنسي إسباني بقيادة فيليب الخامس ملك إسبانيا بحصار برشلونة في محاولة لاستعادتها. تخلى الجيش الفرنسي الإسباني عن الحصار عندما وصل ليكي.
استولى ليكي لاحقًا على سردينيا وهبط إيرل ستانهوب مع القوات التي استولت على ميناء بورت ماهون المحصن جيدًا في مينوركا.
عمل ليكي كعضو في البرلمان لروتشستر من 1708 إلى 1715 وكأول أميرالية من 1710 إلى 1712.

## الوظائف المبكرة
انضم إلى البحرية الملكية في أوائل عام 1673. غادر البحرية الملكية عندما انتهت الحرب عام 1674 وخدم في السفن التجارية لكنه عاد عام 1676 وأصبح مدفعيًا رئيسيًا في سفينة نيبتون من الدرجة الثانية في عام 1683.
تمت ترقيته إلى قائد في 24 سبتمبر 1688، وأعطي قيادة سفينة القنابل فايردريك ودخل معركة خليج بانتري في مايو 1689 خلال حرب التسع سنوات.

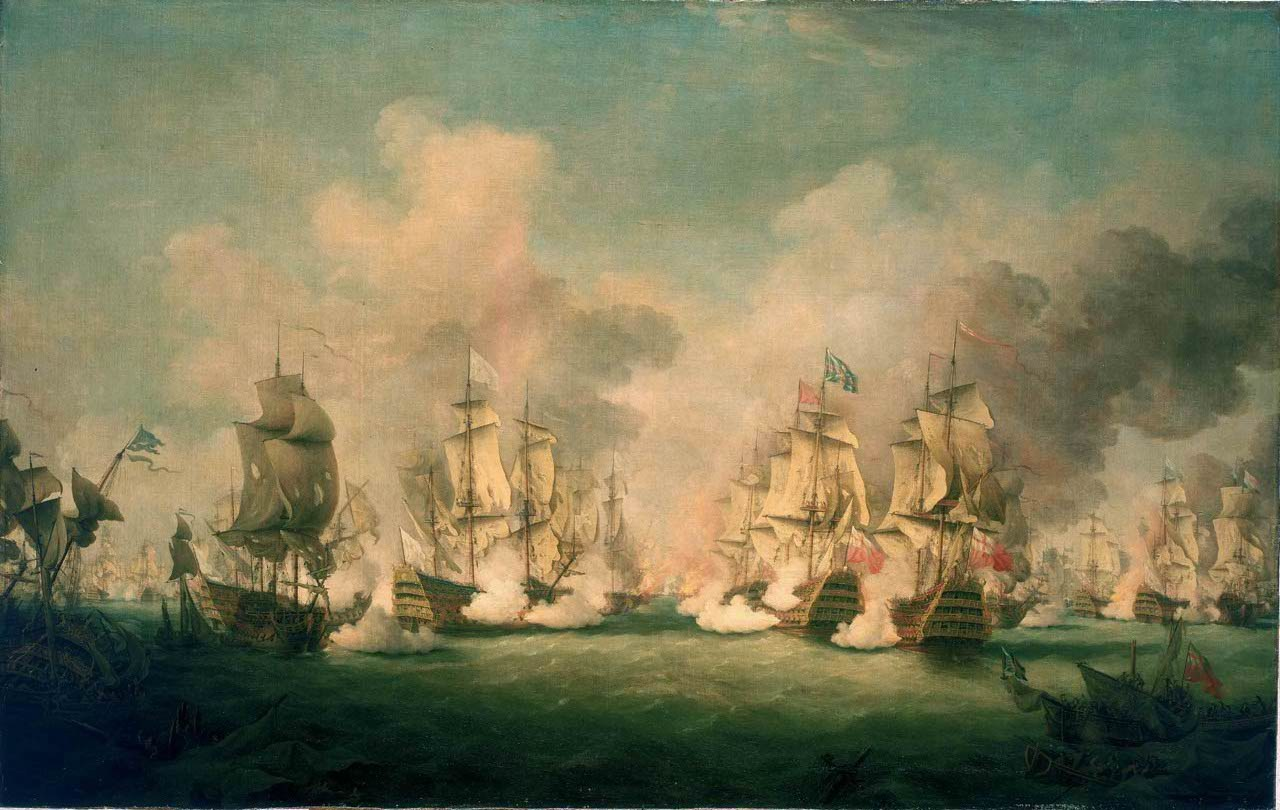
معركة بارفلور ، حيث قاد ليكي من الدرجة الثالثة في واحدة من أعنف المعارك (قتل 70 من رجاله)

تمت ترقيته إلى قائد في 3 مايو 1689، وتم منح ليكي قيادة دارتموث من الدرجة الخامسة؛ وميز نفسه عندما قاد القافلة التي كسرت الحواجز في حصن كولمور وبالتالي رفع حصار ديري في يوليو 1689 خلال حرب ويلياميت في أيرلندا.
انتقل إلى قيادة اوكفورد من الدرجة الرابعة في أسطول البحر الأبيض المتوسط في أكتوبر 1689 وإلى قيادة إيغل من الدرجة الثالثة في مايو 1690 ودخل واحدة من أعنف المعارك (قتل 70 من رجاله) في معركة بارفلور في مايو 1692.
قاد ليكي سفينة ايغل أيضا ، مع الرائد لنائب الأدميرال جورج روك، في هجوم ناجح على السفن الفرنسية في معركة لا هوج في وقت لاحق من ذلك الشهر.
انتقل إلى قيادة بليموث من الدرجة الثالثة في مهمة حماية للقوافل في ديسمبر 1692 وإلى قيادة اوسوري من الدرجة الثانية في أسطول البحر الأبيض المتوسط في يوليو 1693.
تم إعطاء ليكي قيادة كينت من الدرجة الثالثة في مهمة لنقل القوات إلى أيرلندا في مايو 1699 ثم تم نقله إلى قيادة برويك من الدرجة الثالثة في يناير 1701.
تمت ترقيته إلى كومودور في 24 يونيو 1702، وأصبح القائد العام في نيوفاوندلاند. أبحر مع ثماني سفن مع أوامر لمهاجمة موانئ الصيد الفرنسية وسفنها في البحر في المرحلة المبكرة من حرب الخلافة الإسبانية. في هذه الحملة تم الاستيلاء على 51 سفينة معادية أو تدميرها. أثناء وجوده في نيوفاوندلاند، أبلغ ليكي عن فشل السكان المحليين في مراقبة التشريعات التي تحظر التجارة مع نيو إنجلاند.

## عائلته
في حوالي عام 1681، تزوج ليكي من كريستيان هيل، ابنة الكابتن ريتشارد هيل. وكان لديهم ابن واحد.